# Poggiolo
Pogiolo (in corso: Poghjolu) è un comune francese di 111 abitanti (al 1º gennaio 2017) situato nel dipartimento della Corsica del Sud nella regione della Corsica.

## Società

### Evoluzione demografica
Abitanti censiti